# Sinfonía n.º 27 (Mozart)

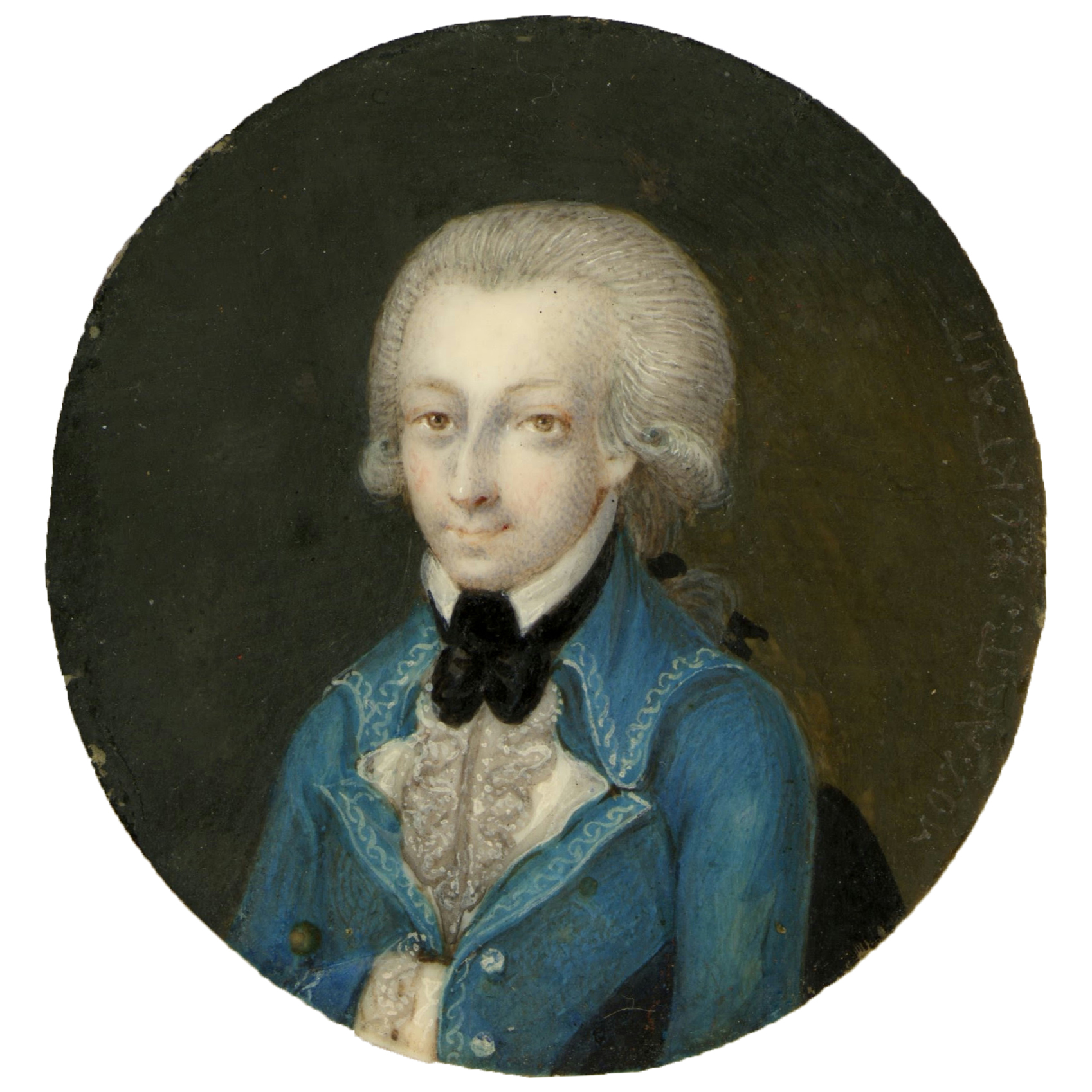
Mozart en 1773.

La Sinfonía n.º 27 en sol mayor, K. 199/161b fue compuesta por Wolfgang Amadeus Mozart en abril de 1773, cuando el compositor tenía diecisiete años.

## Historia

### Contexto

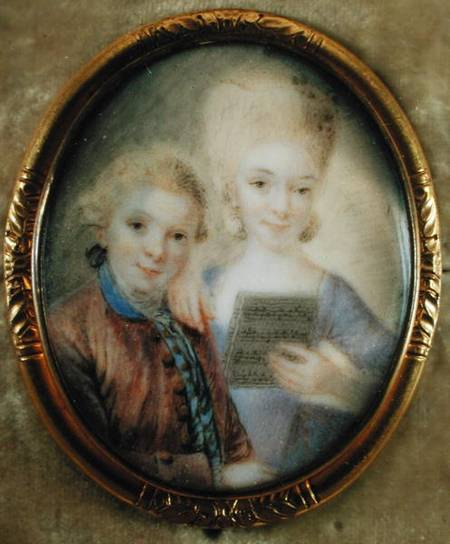
Wolfgang y Nannerl hacia 1763.

La carrera de Mozart como sinfonista había empezado en Londres durante el gran viaje de la familia Mozart por Europa entre junio de 1763 y noviembre de 1766. El padre Leopold Mozart planeó la gira para exhibir a sus prodigiosos hijos, Wolfgang y Nannerl en las principales cortes europeas. En ese tiempo Wolfgang compuso sus primeras obras del género, que tenían una deuda sustancial con las sinfonías de estilo galante italianizante en tres movimientos de Carl Friedrich Abel y Johann Christian Bach; también escuchó las sinfonías de compositores relevantes como Thomas Arne, William Boyce y Giuseppe Sammartini. Posteriormente Leopold y sus hijos pasaron en Viena varios meses de 1768 durante los cuales el joven maestro hizo un esfuerzo consciente por adaptar su estilo sinfónico a los gustos del público vienés, adoptando entre otras cosas la estructura en cuatro movimientos. Una afortunada consecuencia de los largos viajes del compositor en ciernes fue el contacto que le proporcionaron con una generosa muestra representativa de las tradiciones musicales europeas: alemana, británica, francesa e italiana.
El joven compositor y su padre realizaron tres viajes a Italia entre diciembre de 1769 y en mayo de 1773. En este periodo alternó sus visitas con estancias en Salzburgo durante las cuales creó la ópera Mitrídates, rey de Ponto, así como varias sinfonías con apreciable influencia del gusto italiano por la ópera bufa. En 1772 y 1773 el maestro austríaco vivió una etapa de entusiasmo por la escritura sinfónica, produciendo cada año siete nuevas sinfonías (n.º 15 - n.º 27). Después redujo su actividad en este campo y en los dos años siguientes sólo aparecieron tres nuevas piezas del género (n.º 28, 29 y 30).

### Composición
La composición de esta obra se desarrolló en abril de 1773. La fecha de finalización que Mozart anotó en la partitura manuscrita no está del todo clara, pero puede ser el 10 o el 16 de abril de 1773. Forma parte de un grupo de cuatro sinfonías que Mozart compuso entre el 30 de marzo y el 19 de mayo de 1773, sólo dos semanas después de regresar a Salzburgo tras el estreno de su ópera seria Lucio Silla en Milán el 26 de diciembre de 1772, y dos meses antes de una visita a Viena. En julio padre e hijo partieron hacia Viena posiblemente con la esperanza de conseguir un puesto para Mozart, pero a pesar de que el 5 de agosto fueron recibidos por la emperatriz María Teresa, nada se sabe de los detalles de la audiencia. A finales de septiembre los Mozart estaban de vuelta en Salzburgo. A principios de octubre aparecieron dos nuevas sinfonías, la Sinfonía n.º 24, fechada el 3 de octubre, y la n.º 25, que lleva la fecha del 5 de octubre. Estas obras pudieron haber sido concebidas como piezas de "audición" para la corte de Viena.

### Estreno y publicación
No se sabe con certeza la fecha y el lugar en que tuvo lugar el estreno de la sinfonía.
La primera edición fue llevada a cabo en 1799 por la editorial Günter & Böhme en Hamburgo, que publicó las partes bajo la denominación Quatre symphonies, Op.64 No.3. La partitura completa fue editada en 1880 por Breitkopf & Härtel en Leipzig, que la publicó bajo la denominación Wolfgang Amadeus Mozarts Werke, Serie VIII, No. 27.

## Instrumentación
La partitura está escrita para una orquesta formada por:
- Viento madera: 2 flautas y [1 fagot].
- Viento metal: 2 trompas en sol.
- Teclado: [clavecín].
- Cuerda: una sección de cuerdas con 2 violines (primero y segundo), viola, violonchelo y contrabajo.

La elección de flautas en lugar de oboes es inusual y contribuye a un sonido general más ligero que otras sinfonías escritas en este periodo. En las orquestas de aquella época era una práctica común emplear el fagot y el clavecín, si estaban presentes en la orquesta, para reforzar la línea del bajo o bien como continuo, incluso sin notación separada.

## Estructura y análisis
La sinfonía consta de tres movimientos:
- I. Allegro, en sol mayor 3
4
- II. Andantino grazioso, en re mayor 2
4
- III. Presto, en sol mayor 3
8

La interpretación de esta obra dura aproximadamente entre 15 y 20 minutos. Se estructura en tres movimientos al estilo de la obertura italiana, dispuestos según el patrón del Clasicismo temprano: rápido–lento–rápido. Un movimiento lento central flanqueado por dos de naturaleza más extrovertida. Esta estructura tripartita era habitual en las sinfonías tempranas de Mozart, aunque con el tiempo fue sustituyéndola por la de cuatro movimientos. Aquí recupera este formato anterior a Haydn, lo cual probablemente refleja las experiencias musicales que había tenido Mozart recientemente en Italia. Otro rasgo de la práctica italiana es el uso un tanto mecánico de las figuraciones, sobre todo en los movimientos rápidos.

### I.Allegro
El primer movimiento, Allegro, está escrito en la tonalidad de sol mayor, en compás de 3/4 y sigue la forma sonata. Se abre con un chispeante Allegro al estilo de Haydn. El vigoroso primer tema, iniciado por los primeros violines, da paso a una transición a la dominante, tras la cual Mozart acompaña el segundo tema, muy contrastante, con la figura inicial para el violín del primer tema. Los segmentos repetidos varían de manera sutil en la exposición. A pesar de los detalles de estilo vienés, se trata de una obra sinfónica italiana, con sus típicas figuraciones para cuerda. Se parece más a un movimiento de una de las sinfonías de Mozart de la década de 1760 que a las de principios de la década de 1770.

### II.Andantino grazioso
El segundo movimiento, Andantino grazioso, está en re mayor y en compás de 2/4. El movimiento central está impregnado de elegancia. El lirismo del maestro austríaco pasa a primer plano, abandonando por un momento las figuraciones repetitivas del movimiento inicial. A diferencia del Allegro, el Andante apunta a la producción posterior de Mozart. Detalles como los saltos de octava aislados que crean un puente entre el final de la exposición y el desarrollo, las suspirantes apoyaturas cromáticas y una sutil modulación a la dominante son las señas de identidad de un compositor en plena madurez.

### III.Presto
El tercer y último movimiento, Presto, retoma la tonalidad inicial y el compás es 3/8. El Finale irrumpe con una energía alegre y juvenil. Comienza sólo con los violines y se vuelve contrapuntístico en varios momentos. La textura se asemeja mucho a la de un cuarteto de cuerdas, ya que la escritura, a pesar de las flautas y las trompas, por lo general se desarrolla a cuatro voces.